# كانياميرو
بلدية كانياميرو (بالإسبانية: Cañamero)‏، هي بلدية تقع في مقاطعة قصرش والتي تقع في منطقة إكستريمادورا، غرب إسبانيا.
يبلغ عدد سكانها 1.838 نسمة وفقاً لإحصائية سنة (2002).